# Sojoez MS-25

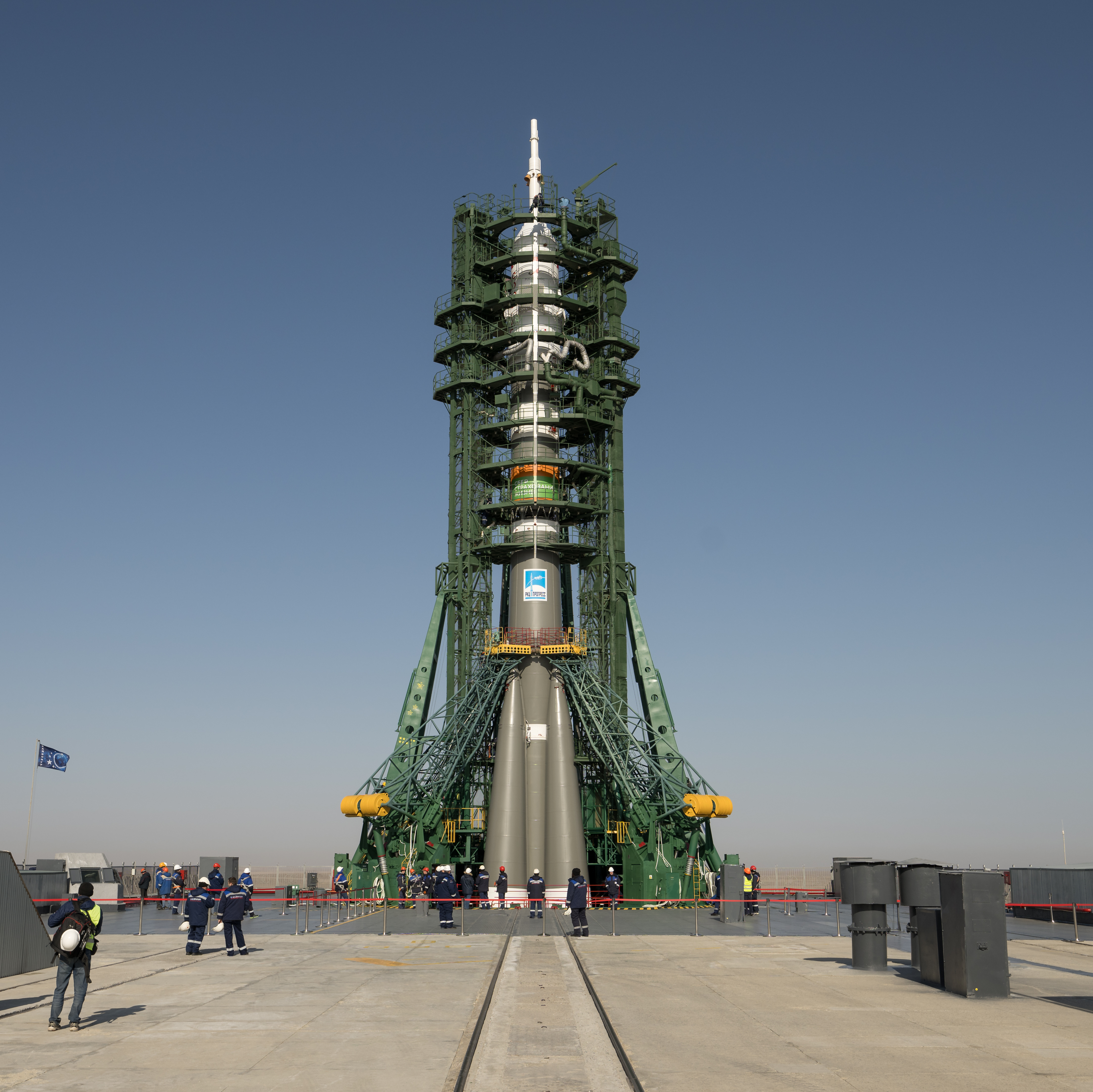
MS-25 op Kosmodroom Bajkonoer

Sojoez MS-25 (Russisch: Союз МС-25) is een ruimtevlucht naar het Internationaal ruimtestation ISS. Het is de 153ste vlucht van een Sojoez-capsule en de vijfentwintigste van het Sojoez MS-type. De lancering vond plaats op 23 maart 2024. Tijdens deze vlucht werden drie bemanningsleden naar het Internationaal ruimtestation ISS vervoerd. 

## Bemanning
| Positie           | Ruimtevaarder                              |
| ----------------- | ------------------------------------------ |
| Commandant        | Oleg Novitski, Roskosmos 4e ruimtevlucht   |
| Flight Engineer 1 | Marina Vasilevskaja, BSA 1e ruimtevlucht   |
| Flight Engineer 2 | Tracy Caldwell Dyson, NASA 3e ruimtevlucht |

### Reservebemanning
| Positie           | Ruimtevaarder          |
| ----------------- | ---------------------- |
| Commandant        | Ivan Vagner, Roskosmos |
| Flight Engineer 1 | Anastasia Lenkova, BSA |
| Flight Engineer 2 | Donald Pettit, NASA    |